# 헨리크 조항
헨리크 조항(폴란드어: Artykuły henrykowskie, 리투아니아어: Henriko artikulai, 라틴어: Articuli Henriciani)은 폴란드-리투아니아 연방에서 제정된 통치에 관련한 기본 원칙과 확정된 약정이다. 21개 조항으로 이루어진 각 조항은 헌법적인 성격을 갖고 있다. 야기에우오 왕조(Jagiellon dynasty) 단절 후 공위 기간(interregnum)에 들어간 1573년 슐라흐타(szlachta; 폴란드 귀족계급)에 의해 바르샤바(Warsaw) 근교 카미엔(Kamien)에서 채택되었다.
이 문서는 선거군주제 아래에서 최초의 국왕이 되어, 즉위 시에 각 조항을 승인하는 것 외에는 다른 방법이 없었던 헨리크 발레지(후에 프랑스 왕 앙리 3세)의 이름을 빌려 불리게 되었다. 국왕 개인에 대해 작성된 유사한 성격의 문서 파크타 콘벤타(pacta conventa)와 함께 헨리크 이후의 선거군주는 모두 헨리크 조항에 충성을 맹세할 것을 요구 받았다. "파크타 콘벤타"가 각각의 선거군주에게 요구한 사적인 계약인 것과는 대조적으로 헨리크 조항은 모든 국왕이 준수해야 하는 영속적인 제정법이었다. 헨리크 조항에는 아래와 같은 항목이 규정되었다.
- 연방의 국왕은 모든 슐라흐타의 선거에 의해 선출된 것이므로 결코 세습에 의해 계승 되는 것이 아니다.
- 국왕은 적어도 세임(Sejm;폴란드 의회)을 2년에 1번, 6주간에 걸쳐 소집하지 않으면 안 된다.
- 국왕은 세임의 승인 없이 조세, 관세 등을 부과하는 일은 할 수 없다.
- 국왕은 세임의 승인 없이 포스포리테 루스제니에(pospolite ruszenie;총동원)을 하는 일은 할 수 없다.
- 국왕은 세임의 승인 없이 선전 및 정전의 포고를 하는 것은 할 수 없다.

이 각 조항은 국왕이 "자유 선거"에 의해 선출된 것임을 규정한 것이다. 국왕은 2년마다 통상 세임(의회)을 소집하지 않으면 과세권은 세임의 것으로 인정되었다.
헨리크 조항은 16명의 원로원 의원(세나트(senators 또는 "레지덴트"(residents) 라고 부른다)이라는 상설 원로원 평의회를 창설하고 국왕이 법을 어기지 않게 조언과 감독하는 일을 결정하였다. 16명의 상설원로원 평의회는 원로원 중에서 선택되어, 그중 4명의 멤버가 반년마다 국왕의 조언자 및 감독자의 역할을 맡는다.
또한 조항 중에는 국왕이 급여를 지불하는 일 없이, 연방의 국경 바깥에 배치한 군대의 징병을 명령하는 일은 하지 못하고, 국왕군(wojsko kwarciane)에는 급여가 지불되지 않으면 안 된다(포스포리테 루스제니에). 조항은 대부분 전례가 없는 종교적 관용을 보장하는 바르샤바 연맹 협약을 함께 넣어 놓았다. 거기에 연방에 해당하는 관직과 칭호에 관련한 것도 규정되었다.
마지막으로 각 조항은 만약 군주가 국법 및 슐라흐타의 특권에 관련해 이를 남용하는 상황에서는 슐라흐타는 국왕의 명령을 거부하고, 국왕에게 반항하는 권리를 보장받았다(저항권). 역대 국왕은 “만약 짐이 법, 자유, 특권, 습관에 반대하는 일은 한다면 왕국의 모든 주민은 짐에 대해 충성할 의무를 해제한다”라는 조항에 맹세해야 하는 처지에 빠지게 되었다.

## 같이 보기
- 자유 선거
- 파크타 콘벤타